# 白色情人节：恐怖学校
《白色情人节：恐怖学校》（移动版官方命名《恐怖学校：白色情人节》，英文为The School: White Day）是一款于2015年由ROI Games和Gachyon Soft开发的韩国恐怖生存游戏，同时也是2001年同名游戏的重制。其首次于2015年晚期在韓國开始发售Android和iOS平台的游戏，并在几个月后发布了英文版和中文版。在2017年8月，通过韩国的ROI Games、亞洲的傑任登、北美和欧洲的PQube以及日本的Arc System Works，Microsoft Windows和PlayStation 4平台的游戏成功开始发售。这是《白色情人节》（White Day）的第二次重制，而首个重制则是2009年命名《白色情人节移动版》（White Day Mobile）的2D静态影像移动版恐怖生存游戏，其则是由共享了此游戏版权的Ntreev Soft发布，但只在韩国发售。
故事发生在2001年的韩国，玩家扮演一名名为李希民的转学生，在白色情人节为了给他暗恋的韩小英一个惊喜而潜入学校。一旦进入后，希民马上被困住并开始对抗种种超自然现象。在其他学生的援助下，希民横贯建筑物，躲避敌人并使用小道具揭开拼图继续前进，尝试在黎明前逃出学校。

## 游戏玩法
《白色情人节：恐怖学校》是个以第一人称视角进行的生存恐怖游戏。玩家将探索学校、收集物品和线索并解开拼图推进故事，就像是一般的冒险游戏。管理手上的物品是关键，因为玩家有限制的物品容量，而一些重要物品可能会在获得后的长时间内无法用上。玩家可以在游戏中找到一些文件了解一些额外的背景故事以及如何继续使剧情发展的提示。同样的，玩家也会在游戏中收到一些简讯得知剧情的线索。在特定时候持有着特定的物品的话也可能会触发一些额外的事件，像是可能需要和鬼魂战斗等等。一些像是密码锁的拼图解谜的答案在每次都是随机的。这包含在了整个游戏剧情的绝大部分中；寻找道具和解开拼图。
游戏并没有武器给玩家使用，所以主角不能够直接与对手搏斗，必须寻找躲藏的地方以成功生存下来。如果受到伤害，玩家则必须使用治疗道具，因为游戏并没有提供自动回复生命值。如果玩家最终死亡，玩家则会回到之前的保存点重新开始。但保存只能够使用麦克笔在布告板完成。麦克笔的数量有所限制，且必须亲自在学校四处寻找，和《生化危机》中的蝴蝶结类似。每个角色都有自己专属的配音员，但主角全程都不说话，取而代之的则是让玩家自己选择对白。根据玩家选择的对白，接下来的对话和场景也可能转变。故事包括8种不同的结局，而最后的结果就是倚靠在玩家和其他角色的对话。在开始游戏时选择不同的难度也会应该游戏内容。越容易的难度就能够获得更多剧情提示以及更少的灵异对手，而越难的则包括更少的提示、更难的对决、强大的对手及更多的惊吓。作为例子，一旦玩家选择难或以上，玩家的手機会变成没有讯号，导致玩家无法获得拥有线索和提示的简讯。

## 概要
在东亚地区，一种被认知为白色情人节的日子会在情人节的一个月后进行。在那里，女孩会在情人节把巧克力送给男孩，作为感情的表达，而在西方则有着相反的传统，即男孩送礼物给女孩。在情人节的一个月后，也就是3月14日，男生就会将礼物送给那位女孩表达谢意，这就是白色情人节。游戏发生在2001年白色情人节前夕的韩国，主角李希民是一位新来的转学生，为了和他暗恋的韓小英加深感情并将他在学校地上找到的日记本还给他而潜入了他的新高级中学“延斗高中”。在进入学校后，他却被困在里面并遇上其他学生，包括小英。在逃出学校的路上，李希民却被鬼魂和遭控制的警衛们追殺，并开始揭开学校的黑暗过去，了解发生于1998年至现今的灵异事件。
游戏的大多数故事都会在学校里的可收集文件被揭露，而游戏剧情则依据玩家在冒险中所做出的选择。

## 游戏发展

玩家可以从一名角色李板固在2001年原版（上方）和2017年PlayStation 4版（下方）之间的对比看出制作队伍给画质付出的大量改革。

游戏于2014年3月开始进行开发，当时一款《白色情人节》的Android和iOS平台版，名为《白色情人节：在你手中》（White Day: In Your Hands）的游戏由韩国开发者Sonnori和Gachyon Soft所负责。这个游戏原本应比起原版的2009年移动版《白色情人节移动版》更加精确，当年的游戏因硬体限制而使用2D的固定图片。虽然如此，在开发过程时，队伍对原版游戏的附加内容，包括新故事分割、改进的画质和2001年版的删节使项目在2015年1月以重制的重新揭开，而开发交给了新的公司ROI Games。Sonnori的前任CEO李万唆（Lee Won-Sool），也就是开发了原版游戏的人，将会回归进行重制游戏的导演和制作人。
该年11月19日，完整的Android游戏被发布到了T-Store（韩国与Google Play相等的商店），并在几个星期后发布了iOS版。几个月后，英文版为国际市场被制作并命名为《恐怖学校：白色情人节》（The School: White Day）。英文版配音员包括了埃里卡·施羅德（Erica Schroeder）、萨拉·纳托尼（Sarah Natochenny）、汤姆·韦兰（Tom Wayland）、杰森·格里菲斯（Jason Griffith）和凯特·布里斯托尔（Kate Bristol），他们全体都曾在刺猬索尼克、精灵宝可梦和七龙珠Z系列中配音。所有移动版则由ROI Games发行。
于2015年11月在韩国举办的索尼互動娛樂记者招待会中，《白色情人节》被宣布会在国内发布于PlayStation 4平台以及即将来临的PlayStation VR。不过在2016年5月10日，开发者在索尼互動娛樂的PlayStation开发者大会2016中表示很难将场景以虚拟现实形式放入，于是他们宣布了更换场景的新VR游戏，命名为《白色情人节：天鹅之歌》（White Day: Swan Song）。在2016年4月18日，在Steam青睐之光的公布确认了PC版的存在。七个月后，在年度韩国展览会韓國國際遊戲展示會，PlayStation 4和PC版的白色情人节被宣布将加入一位名为柳智敏（Yoo Ji-Min）的新女性角色以及新的结局集合，而发布日期被定为2017年3月14日。但其之后为了配合与全球同步发售而被延期。
整年以无新游戏发布过去，不过在2017年5月3日，其通过欧洲PlayStation部落格宣布游戏将会在2017年8月全球发行，而英国出版商PQube也将负责给北美和欧洲进行翻译和分配。此外，游戏也将会留下独有的PlayStaion遥控。这些新版本将会包括改进的画质和音频、重新制作的游戏玩法、额外语言以及内含先前宣布的柳智敏的新故事线。PQube起初宣布游戏将会于8月1日在北美以及8月4日在欧洲发布在该两个平台，但Steam版的全球3星期延期导致PlayStation版也必须为了让两个版本同步发售而推至8月22日（北美）和8月25日（欧洲）。而北美的发布日期之后又因未知原因而被延迟一个星期。在日本，地方化的原版移动版于2017年3月11日发布。PlayStation 4版被揭露由蒼翼默示錄系列和聖騎士之戰的开发团队Arc System Works出版。作为对这一点的肯定，该地区的预购也包括了来自蒼翼默示錄系列的服装的解锁。不像其他地区，日文版的游戏角色以日文名称和校服被重新命名和设计，为了让游戏与日文设定折叠。
PlayStation 4的印刷版发售在多个英国的网络零售商，在美国和加拿大则分别局限于亚马逊和网站videogamesplus.ca。那些在加拿大和英国的Game零售商预购了此游戏的玩家则可以活的补充的配乐CD。《白色情人节》在各国以定价29.99英镑（英国）、29.99美元（美国）、39.99加元（加拿大）、4800日元（日本）及32000韩元（韩国）售出。
2017年9月3日，PlayStation 4和Windows版游戏更新，更正了游戏中清洁员的难度（因被大量批评太过困难）以及其他技术修复。

## 回响
根据网站Metacritic，《白色情人节：恐怖学校》获得了来自PlayStation 4鉴定家的混合评语。所有称赞的评语基本上都讲评了游戏的安置、拼图和惊悚要素。评论家们也都好意地与PlayStation 2年代的经典恐怖游戏比较。相反的，鉴定家们则批评了游戏中清洁员和鬼魂的困难和出现程度，他们都表示太过难以忍受并且阻碍探索（导致之后游戏更新并降低了难度）。含义模糊的特定最终对手战斗也被认为是个问题，移动版和Windows版并没有在Metacritic获得足够的专用评语来分配出一致的评语。
Destructoid的科里·阿诺德（Cory Arnold）同样对PlayStation 4版进行了评语，称赞了游戏的声音方向和聪明的拼图，同时也表示其中的鬼魂对抗也是冒险中最佳的部分。不过，阿诺德与其他鉴定家一样批评了清洁员的难度，同时也批评了角色的互动和整体故事。最终他将游戏评分为了6.5/10。